# フューチャー・イズ・ワイルド
『フューチャー・イズ・ワイルド』（原題: The Future is Wild）は、2002年にイギリスで製作されたテレビ番組、及びそれに基づいた書籍。『アフターマン』の著者ドゥーガル・ディクソンが中心となり、何十人もの著名な科学者が5年以上に亘る調査研究を行い、未来の地球でどんな進化が起こりどのような生物が現れるか予想し、それらをコンピュータグラフィックスによる画像で表現した作品である。全13エピソード。
この作品は日本でも大きな人気を得ている。書籍の日本語版は2004年に初めて発行され、コミック版も発売された。テレビ版も同年1月に『オドロキ!これが未来の生き物だ』の題で3エピソードに分けてNHK教育で初放送され、後に『フューチャー・イズ・ワイルド』の題で4巻分のノーカット完全版DVDが発売された。また、ディスカバリーチャンネルにおいても The Future is Wild のタイトルで放送された。2005年には新江ノ島水族館で特別展や原作者を招いてのイベントなどが開かれたほか、登場する生物のフィギュア化もなされている。
2007年には本作を原作とする同名のアニメ作品 (en) がディスカバリーキッズで放送されたが、日本では放送されていない。

## 内容
基本的には『アフターマン』と同様、人類をはじめとする現在の生物がほぼ絶滅することによって生態的地位（ニッチ）の空白が生じ、生き残った生物がそれを埋める方向に進化して新しい生物種が現れるというものである。
全体は500万年後・1億年後・2億年後の3つの時代に分れており、後の時代になるほど現在の生物相からかけ離れた姿になっていく。各時代ごとに4つ、全部で12の特徴的な地域を取り上げ、その地域での生態系を描いている。テレビ版は全13回で、第1回を「後の各回についての簡単な概略 (Welcome to the Future)」とし、1話ごとに1つの生態系を紹介している。
日本語によるNHKの番組では「500万年後 氷の世界」「1億年後 しゃく熱の世界」「2億年後 超巨大大陸の出現」の三部作に分けられている。

### 進化する地球
冒頭ではプレートテクトニクスと進化について述べ、地球生物の誕生から人類の時代に至るまでの歴史の中に見られるいくつかのパターンを説明している。これらのパターンは人類絶滅後においても繰り返されることになる。テレビ版では、地球を離れた人類が遺した衛星の視点（NHK教育にて放映時）、あるいは、地球を離れた人類が、故郷に送り込んだ探査機の視点（ディスカバリーチャンネルにて放映時）で捉えている。

### 500万年後の世界
地球誕生以来最大級の氷期が500万年後の世界を襲っている。氷床は北半球の大部分を覆っており、北ヨーロッパは氷原と化している。寒冷乾燥化によって、豊かなアマゾンは草原へ、作物が豊富に収穫される北アメリカは砂漠へと変貌している。ヨーロッパ地中海は干上がり、海底の白い塩が残されている。陸上でも海洋でも生息地の多くが破壊され、生物達は寒冷適応を余儀なくされている。
やがて氷河時代も終わり、地球は2000年かけてゆっくりと温暖化していく。寒冷な気候に適応していた生物の多くは滅び、新たな進化が始まる。

### 1億年後の世界
人類のいた時代よりも温暖なため北極と南極に氷床は存在せず、海水面は100メートルも高く、地球表面の90%が海に沈み、現在の陸地の多くが水深20メートルほどの海に没している。高温多湿のため動植物にとっては育ちやすく、生物の多様化と大型化が顕著に見られるようになった時代である。ベンガル地方は豊かな沼地に姿を変え、赤道近くに移動した南極大陸には熱帯雨林が形成されている。現在のロシアにあたる極東地域では、オーストラリアと北アメリカとアジアが衝突したことにより世界最高峰の山脈が形成されている。ヨーロッパとアジアは分断され、間には広大な浅海が横たわっている。
火山活動は更に激しさを増し、地球は火山灰の雲と酸性雨に包まれる。地球史上何度目かの大量絶滅が起きるが、それでも生物の進化は続いていく。

### 2億年後の世界
全ての大陸がほぼ一塊となって第二パンゲアを形成している。海から遠い内陸部は極端に乾燥し、砂漠に適応した動植物が僅かに見られるだけである。パンゲア大陸の北部の海に面した地域は多湿で広大な森林が広がっている生命の宝庫であるが、北西部の海沿いには山脈が聳えており海洋上の悪天候がさえぎられてやはり砂漠が広がっている。大陸が1つに纏まったことで海は1個の地球海になり、巨大な海流が発生している。魚類は大部分が絶滅してプランクトンの子孫が支配的になっている。鳥類は既に絶滅している。
第二パンゲアはいずれ分裂する。生物はその変化にも対応し、また新たな種を生み出していくだろう。

## 登場する生物
以下、描かれている地域と生物を列挙する。カッコ内は英語版のエピソードタイトルを意味する。
| 500万年後 - 北ヨーロッパ氷原 (Return of the Ice) - シャグラット - 季節と共に群れで移動する巨大マーモット - スノーストーカー - 巨大な犬歯を持つクズリ - ガネットホエール - クジラのように大きくなったカツオドリの子孫 - 地中海盆地 (The Vanished Sea) - クリプタイル - 塩の平原に生息するフリルの付いたトカゲ - スクローファ - 岩場に棲むイノシシ - グライケン - 岩窟に潜んで狩りをする、現在のマツテンの子孫 - アマゾン草原 (Prairies of Amazonia) - バブカリ - 陸上性の新世界猿、ウアカリの子孫 - カラキラー - 地上棲の巨大な猛禽類、現在のカラカラの子孫 - ラトルバック - 鎧を背負ったげっ歯類、現在のパカの子孫 - 北アメリカ砂漠 (Cold Kansas Desert) - ラトルバック - 背中側の体毛を防御用装甲へ発達させた齧歯類の子孫。アマゾン草原に住むものと食性・形態が著しく異なる。 - スピンク - 地下で社会性生活を営む、現在のウズラの子孫 - デスグリーナー - 昼行性の巨大な捕食性コウモリ | 1億年後 - 大浅海地 (Flooded World) - リーフグライダー - 遊泳性の巨大ウミウシ - オーシャンファントム - 海面を漂う巨大な群体性クラゲ - スピンドルトルーパー - オーシャンファントムと共生するウミグモ - ベンガル沼地 (Waterland) - ルークフィッシュ - 大きな口を持つ巨大電気魚 - スワンパス - 水陸両棲のタコ - トラトン - 体重120トンに達する巨大なカメ - 南極森林地 (Tropical Antarctica) - ローチカッター - 目の突き出た、素早く飛ぶ鳥 - スピットファイアバード - 腐食性の液体を吐く鳥 - スピットファイアバードモドキ - スピットファイアバードに似るが無毒な鳥 - ファルコンフライ - 鳥を主な獲物とする巨大な捕食性ジガバチ - スピットファイアビートル - 4匹で花に擬態しスピットファイアバードを捕食する甲虫 - グレートプラトー (The Great Plateau) - グラスツリー - 標高1万メートルに生える植物。木化した草 - グレートブルーウィンドランナー - 脚に風切り羽が生えた4枚翼の巨大なツル - シルバースパイダー - 集団で巨大な網を張る巨大なクモ - ポグル - 齧歯類。シルバースパイダーに家畜化された最後の哺乳類 |

2億年後
- 中央砂漠 (The Endless Desert)
  - テラバイツ - 高度な分業体制を持つ社会性のシロアリ
  - ガーデンワーム - 藻類と共生し、日光から間接的に栄養分を得る多毛類（ゴカイの仲間）
  - グルームワーム - 洞穴の水辺で硫黄細菌を食べる多毛類（ミミズの仲間）
  - スリックリボン - 地下水の中に棲む捕食性多毛類
- 地球海 (The Global Ocean)
  - シルバースイマー - 魚ほどの大きさにまで成長するネオテニーの遊泳性甲殻類
  - オーシャンフリッシュ - 海の近くに生息するが海の中で生きずに飛行する魚。
  - レインボースクイド - カメレオンの様に体色を変える巨大なイカ
  - シャークオパス - 生物発光で意思疎通しながら集団で狩りをするサメ
- レインシャドー砂漠 (Graveyard Desert)
  - バンブルビートル - 砂漠に落ちたオーシャンフリッシュに子を産み付ける甲虫
  - グリムワーム - バンブルビートルの幼虫
  - デザートホッパー - 一本の足で飛び跳ねて移動するカタツムリの子孫
  - デスボトルプラント - 小動物を捕えるわなと毒を持ち、捕えた動物を殺して養分を吸収する植物
- 北部森林地 (The Tentacled Forest)
  - フォレストフリッシュ - 海辺から森林地帯に住処を移した飛行する魚
  - メガスクイド - ゾウ大の雑食性地上性イカ。その8本の足は歩くために進化し、2本の長い触腕は食餌に用いる。スワンパスのような1億年前の頭足類とは違い、この時代の頭足類は水に戻る必要はなくなった。
  - スリザーサッカー - 樹の枝に貼りついた粘菌の塊。メガスクイドの脳に寄生して移動することも。
  - スクイボン - 樹上性のイカ。比較的知能が高く将来知的生命体になる可能性がある。

## 製作
『フューチャー・イズ・ワイルド』はドゥーガル・ディクソンとジョン・アダムスの2名が中心となって製作した。『フューチャー・イズ・ワイルド』では生物の進化という現象がテーマとして扱われており、架空生物を登場させて視聴者・読者の想像力を刺激し科学的原理を理解してもらう狙いがある。ディクソン曰くイギリスでも若者の科学離れの進行が指摘されており、彼は科学を学んで知識と創造力を育むことを推奨している。
ディクソンによると、2億年後の世界が舞台の1つに選ばれたのはその時代に形成される超大陸の生物に彼が興味を惹かれたためである。彼の著書『アフターマン』の舞台となった5000万年後の世界は本作には登場しないが、彼は『アフターマン』の時代を『フューチャー・イズ・ワイルド』の1つの章として扱うことで違った楽しみ方ができると主張している。各生物については、ガネットホエールについてはアシカやアザラシなど鰭脚類との類似性を指摘し、メガスクイドについては考案時にゾウを参考にしたと述べている。また、最も気に入っている生物はオーシャンフリッシュであり、絶滅した鳥類の生態的地位を飛翔性の魚類が埋めることについてエキサイティングだと語っている。
『アフターマン』と同様に本作では人類は絶滅した設定であるが、ディクソンは人類が生き残る可能性を否定しておらず、本作で人類の絶滅が前提となっているのは人類の存在が他の生物に余りにも大きな影響を与えるため科学的な進化の予測が困難になるためである。なお、ディクソンの著書『マンアフターマン』では進化した未来の人類が描かれるほか、『グリーンワールド』では人類が系外惑星に進出して環境を破壊し尽くす様子が描かれている。

## 出演者
NHKにより発売されているDVDの情報に基づく。
- スティーブン・ハリス - 哺乳類学者
- ジェレミー・レイナー - 動物学者
- リチャード・フォーティ - 古生物学者
- マイク・リンリー - 爬虫類・両生類学者
- フィリップ・カリー - 古生物・古鳥類学者
- ブルース・ティフニー - 古植物学者
- スティーブン・パルンビ - 海洋生物学者
- リティシア・アビレス - 生態学・進化生物学者
- ウィリアム・ギリー - 細胞生物学・海洋生物学者

## エピソードリスト
| 話数  | タイトル           | 英題                    | 登場年                          |
| ----- | ------------------ | ----------------------- | ------------------------------- |
| Ep.1  | 未来へようこそ     | "Welcome to the Future" | 3つの時代について紹介している。 |
| Ep.2  | 北ヨーロッパ氷原   | "Rethrn of the Ice"     | 500万年後                       |
| Ep.3  | 地中海盆地         | "The Vanished Sea"      | 500万年後                       |
| Ep.4  | アマゾン草原       | "Prairies of Amazonia"  | 500万年後                       |
| Ep.5  | 北アメリカ砂漠     | "Cold Kansas Desert"    | 500万年後                       |
| Ep.6  | 大浅海地           | "Flooded World"         | 1億年後                         |
| Ep.7  | ベンガル沼地       | "Waterland"             | 1億年後                         |
| Ep.8  | 南極森林地         | "Tropical Antarctica"   | 1億年後                         |
| Ep.9  | グレートプラトー   | "The Great Plateau"     | 1億年後                         |
| Ep.10 | 中央砂漠           | "The Endless Desert"    | 2億年後                         |
| Ep.11 | 地球海             | "The Global Ocean"      | 2億年後                         |
| Ep.12 | レインシャドー砂漠 | "Graveyard Desert"      | 2億年後                         |
| Ep.13 | 北部森林地         | "The Tentacled Forest"  | 2億年後                         |

## 日本での放送
| 放送日                  | 備考                                                                      |
| ----------------------- | ------------------------------------------------------------------------- |
| 2004年1月3日            | NHK教育で3回に分け放送。タイトルは『オドロキ! これが未来の生き物だ』。    |
| 2004年5月15日           | 日本テレビ系列『ビートたけしの!こんなはずでは!!』にて恐竜番組と共に特集。 |
| 2004年9月12日 - 9月26日 | NHK教育で3週間に分けて『オドロキ! これが未来の生き物だ』として再放送。    |
| 2005年7月6日 - 7月20日  | NHK教育『地球ドラマチック』枠で3回に分け同タイトルでアンコール放送。      |
| 2006年5月20日           | 日本テレビ系列『世界一受けたい授業』にて特集。                            |
| 2006年7月5日 - 8月9日   | ディスカバリーチャンネルにて6回に分け放送。                               |
| 2006年7月30日           | TBS系列『どうぶつ奇想天外!』にて、一括で特集。                            |

## 映像ソフト化
- 『フューチャー・イズ・ワイルド』

2004年8月発売。タイトルを『オドロキ!これが未来の生き物だ』から『フューチャー・イズ・ワイルド』に戻して同じく3編に分けて発売。
- 『フューチャー・イズ・ワイルド 完全版』

2016年8月発売。テレビ版を元にした作品であり、NHK放映時にはカットされた200分以上のシーンが収録されており、全13エピソードを網羅したノーカット完全版となっている。

## 日本での展開

### 書籍
2004年と2005年にそれぞれダイヤモンド社から書籍版が出版された。日本語版公式サイトでは回答することで毎月抽選で3名に書籍版2冊セットが当たるアンケートが実施されていた。また、漫画アクション（双葉社）刊にて2006年2月21日号から2007年3月20日号までコミック版が不定期連載され、8編からなる単行本が2007年4月1日に発売された。
- 『フューチャー・イズ・ワイルド 驚異の進化を遂げた2億年後の生命世界』

ダイヤモンド社、2004年1月1日、ISBN 4-478-86045-9
著：ドゥーガル・ディクソン/ジョン・アダムス、訳：土屋晶子、監修：松井孝典
- 『フューチャー・イズ・ワイルド完全図解 驚異の進化を遂げた2億年後の未来生物たち』

ダイヤモンド社、2005年1月29日、ISBN 4-478-86049-1
著：クレアー・パイ、訳：土屋晶子、監修：疋田努
- 『コミック版 フューチャー・イズ・ワイルド 驚異の進化を遂げた2億年後の生命世界』

双葉社、2007年4月1日、ISBN 4-575-29971-5
著：ドゥーガル・ディクソン/ジョン・アダムス、作画：小川隆章

### その他
2005年3月27日から4月27日まで、新江ノ島水族館でイベント『フューチャー・イズ・ワイルド・ワンダーランド』が開催された。記念写真コーナーやスタンプラリーがあったほか、予約者対象の未来生物体験教室も開かれた。体験教室には原作者であるドゥーガル・ディクソンとジョン・アダムス、特別講師として松井孝典が招待された。
2006年7月17日にはフューチャーコレクションとしてフィギュアが登場し、全国のセブン-イレブンなどで発売された。同年7月18日には携帯電話IP接続サービスのiモード上にて、戦略的ライフシミュレーションゲーム『KING of LIFE〜ダーウィンの誤算』というタイトルでゲームサイトが公開された。
劇中に登場した生物のトラトンやメガスクイドなどは、全天周映画の「３Ｄワンダフルプラネット～絶滅！進化！地球アニマル図鑑～」にも登場している。